# Gran Premi d'Àustria del 1980
Resultats del Gran Premi d'Àustria de Fórmula 1 de la temporada 1980, disputat al circuit de Österreichring el 17 d'agost del 1980.

## Resultats
| Pos | No | Pilot                 | Equip             | Voltes | Temps/ Retirada      | Pos. de sortida | Punts |
| --- | -- | --------------------- | ----------------- | ------ | -------------------- | --------------- | ----- |
| 1   | 15 | Jean Pierre Jabouille | Renault           | 54     | 1h 26' 15. 73        | 2               | 9     |
| 2   | 27 | Alan Jones            | Williams - Ford   | 54     | + 0.82 s             | 3               | 6     |
| 3   | 28 | Carlos Reutemann      | Williams - Ford   | 54     | + 19.36 s            | 4               | 4     |
| 4   | 26 | Jacques Laffite       | Ligier - Ford     | 54     | + 42.02 s            | 5               | 3     |
| 5   | 5  | Nelson Piquet         | Brabham - Ford    | 54     | + 1' 02.81 min.      | 7               | 2     |
| 6   | 12 | Elio de Angelis       | Lotus - Ford      | 54     | + 1' 02.81 min.      | 9               | 1     |
| 7   | 8  | Alain Prost           | McLaren - Ford    | 54     | + 1' 33.41 min.      | 12              |       |
| 8   | 2  | Gilles Villeneuve     | Ferrari           | 53     | + 1 Volta            | 15              |       |
| 9   | 16 | René Arnoux           | Renault           | 53     | + 1 Volta            | 1               |       |
| 10  | 6  | Hector Rebaque        | Brabham - Ford    | 53     | + 1 Volta            | 14              |       |
| 11  | 20 | Emerson Fittipaldi    | Fittipaldi - Ford | 53     | + 1 Volta            | 23              |       |
| 12  | 9  | Marc Surer            | ATS - Ford        | 53     | + 1 Volta            | 16              |       |
| 13  | 1  | Jody Scheckter        | Ferrari           | 53     | + 1 Volta            | 22              |       |
| 14  | 29 | Riccardo Patrese      | Arrows - Ford     | 53     | + 1 Volta            | 18              |       |
| 15  | 50 | Rupert Keegan         | Williams - Ford   | 52     | + 2 Voltes           | 20              |       |
| 16  | 21 | Keke Rosberg          | Fittipaldi - Ford | 52     | + 2 Voltes           | 11              |       |
| Ret | 43 | Nigel Mansell         | Lotus - Ford      | 40     | Motor                | 24              |       |
| Ret | 7  | John Watson           | McLaren - Ford    | 34     | Motor                | 21              |       |
| Ret | 23 | Bruno Giacomelli      | Alfa Romeo        | 28     | Rodes                | 8               |       |
| Ret | 25 | Didier Pironi         | Ligier - Ford     | 25     | Direcció             | 13              |       |
| Ret | 3  | Jean Pierre Jarier    | Tyrrell - Ford    | 25     | Part elèctrica       | 6               |       |
| Ret | 31 | Eddie Cheever         | Osella - Ford     | 23     | Pressió de les rodes | 19              |       |
| Ret | 4  | Derek Daly            | Tyrrell - Ford    | 12     | Frens                | 10              |       |
| Ret | 11 | Mario Andretti        | Lotus - Ford      | 6      | Motor                | 17              |       |
| NVQ | 14 | Jan Lammers           | Ensign - Ford     |        |                      |                 |       |
| NVQ | 30 | Jochen Mass           | Arrows - Ford     |        | Pilot ferit          |                 |       |

## Altres
- Pole: René Arnoux 1' 30. 27

- Volta ràpida: René Arnoux 1' 32. 53 (a la volta 50)